# Кипріян (Жоховський)
Кипрія́н Жохо́вський ЧСВВ (у світі Кипрія́н Жохо́вський, пол. Cyprian Żochowski herbu Brodzic; 1635 — 26 жовтня 1693, Супрасль) — єпископ Руської унійної церкви; з 11 лютого 1674 року Митрополит Київський, Галицький та всієї Руси — 7-ий предстоятель Руської унійної церкви.

## Життєпис
Кипріян Жоховський походив з шляхетного роду гербу Бродзиць, народився поблизу Полоцька, де його батьки мали свої посілості. Родина дотримувалась римо-католицького обряду.
У молодому віці вступає у василіянський монастир та проходить новіціят у Битені. У 1658 році молодий Кипріян прибув до Риму навчатися в Грецькій колегії святого Атанасія. Навчання завершив захистом докторату з богослов'я та філософії.
29 квітня 1663 року отримав священичі свячення, оселився в прокураторії отців-василіян у Римі при церкві св. мчч. Сергія та Вакха. Тут допомагав єпископу Якову Суші, який за дорученням єпископату працював у Римі у справі беатифікації Йосафата Кунцевича.
У 1665 році Кипріян Жоховський став архимандритом у Дерманського монастиря, згодом у Дубенському монастирі, у 1668 році перейняв Лещинську архимандрію. Автор Архіву Грецької Колегії св. Атанасія у Римі зазначає, що Жоховський «завдяки Божій благодаті належав до тих небагатьох проповідників, що не тільки потягають народ, але й переконують освічених людей». Він часто промовляв з успіхом до шляхти, навіть король любив слухати його проповіді.
У 1669 році на виборчому сеймі у Варшаві православний шляхтич Яворський напав на Кипріяна Жоховського, щоб вбити його. Нападника вчасно роззброїли, а замах здійснив сильний вплив на настрої сейму та повернув його симпатії в бік унії.
З 1 червня 1671 року обіймав посаду вікарного єпископа (суфрагана) Вітебського, Мстиславського і Оршанського та коад'ютора Київської митрополії, користувався підтримкою митрополита Гавриїла Коленди, який вбачав у ньому свого наступника, хоча проти цього й виступили єпископи Пінський та Володимирський, мотивуючи свій спротив молодістю Кипріяна Жоховського. У травні 1673 року з Риму прийшло підтвердження про вибір владики Кипріяна Жоховського на коад'ютора Київської митрополії. 11 лютого 1674 року помер митрополит Гавриїл Коленда — Кипріян Жоховський став його наступником, а також архієпископом Полоцьким. Він заснував друкарню в Супраслі, де видавав богослужбову (церковно-слов'янською) та духовну літературу староукраїнською мовою.
Електор Яна III Собеського від Полоцького воєводства у 1674 році. Домігся від нього затвердження всіх привілеїв Уніатської Церкви, наданих їй за умовами Берестейської унії. В 1674 році в унію таємно перейшов православний єпископ Львівський Йосиф (Шумлянський), в 1679 році його приклад наслідував Перемиський владика Інокентій (Винницький). 1680 року митрополит Кипріян організував Люблінський собор, метою якого було примирити православних і уніятів Речі Посполитої. Однак він був закритий королем незабаром після початку роботи. Кипріян Жоховський був творцем спеціальної служби святому Йосафату Кунцевичу, якому він також присвятив кілька своїх проповідей. В 1692 році [Архівовано 1 Січня 2019 у Wayback Machine.] митрополит Кипріян видав новий уніятський служебник. Виступав проти католизації східного обряду, яка відбувалась у зв'язку із вступом у василіянські монастирі полонізованої шляхти.
Помер в Супраслі, за деякими даними, від ураження блискавкою. Там же й був похований, в василіянському монастирі, де й по теперішній час перебуває його надгробна плита. Однак в деяких джерелах подається місцем смерті та поховання митрополита Полоцьк.
За його часів Українська греко-католицька церква скріпилася внутрішньо, поширилася і зросла числом віруючих.